# Sabulodes mucronis
Sabulodes mucronis är en fjärilsart som beskrevs av Frederick H. Rindge 1978. Sabulodes mucronis ingår i släktet Sabulodes och familjen mätare. Inga underarter finns listade.